# Campeonato Mundial Feminino de Curling de 2017
O Campeonato Mundial Feminino de Curling de 2017 foi um torneio de seleções femininas de curling disputado no ginásio Indoor da Capital em Pequim, China.
A equipe de Rachel Homan, representante canadense do torneio, tornou-se a primeira equipe a conquistar um campeonato mundial feminino de forma invicta, feito inédito desde que a primeira edição em 1979. A equipe de Homan ganhou os 13 jogos da fase classificatória, o jogo do playoff e a final.

## Equipes participantes
| Canadá | China | Chéquia |
| --- | --- | --- |
| Ottawa CC, Ottawa Capitã: Rachel Homan Terceira: Emma Miskew Segunda: Joanne Courtney Líder: Lisa Weagle Alternativa: Cheryl Kreviazuk                 | Harbin CC, Harbin Capitã: Wang Bingyu Terceira: Wang Rui Segunda: Liu Jinli Líder: Zhou Yan Alternativa: Yang Ying                                 | CC Sokol Liboc, Praga Capitã: Anna Kubešková Terceira: Alžběta Baudyšová Segunda: Tereza Plíšková Líder: Klára Svatoňová Alternativa: Ezhen Kolchevskaia |
| Dinamarca | Alemanha | Itália |
| Hvidovre CC, Hvidovre Capitã: Lene Nielsen Terceira: Madeleine Dupont Segunda: Stephanie Risdal Líder: Charlotte Clemmensen Alternativa: Denise Dupont | CC Füssen, Füssen Capitã: Daniela Jentsch Terceira: Josephine Obermann Segunda: Analena Jentsch Líder: Pia-Lisa Schöll Alternativa: Emira Abbes    | CC Lago Santo, Cembra Capitã: Diana Gaspari Terceira: Veronica Zappone Segunda: Chiara Olivieri Líder: Arianna Losano Alternativa: Denise Pimpini        |
| Rússia | Escócia | Coreia do Sul |
| Moskvitch CC, Moscou Capitã: Anna Sidorova Terceira: Margarita Fomina Segunda: Alina Kovaleva Líder: Nkeirouka Ezekh Alternativa: Alexandra Raeva      | Dunkeld CC, Pitlochry Capitã: Eve Muirhead Terceira: Anna Sloan Segunda: Vicki Adams Líder: Lauren Gray Alternativa: Kelly Schafer                 | GyeongBuk Uiseong CC, Uiseong Capitã: Kim Eun-jung Terceira: Kim Kyeong-ae Segunda: Kim Seon-yeong Líder: Kim Yeong-mi Alternativa: Kim Cho-hi           |
| Suécia | Suíça | Estados Unidos |
| Sundbybergs CK, Sundbyberg Capitã: Anna Hasselborg Terceira: Sara McManus Segunda: Agnes Knochenhauer Líder: Sofia Mabergs Alternativa: Jennie Wåhlin  | CC Baden Regio, Baden Capitã: Alina Pätz Terceira: Nadine Lehmann Segunda: Marisa Winkelhausen Líder: Nicole Schwägli Alternativa: Briar Hürlimann | Madison CC, Madison Capitã: Nina Roth Terceira: Tabitha Peterson Segunda: Aileen Geving Líder: Becca Hamilton Alternativa: Cory Christensen              |

### Rankingdo WCT
Ranking do World Curling Tour, ordem de classificação de mérito para cada time antes do evento.
| Equipes (Capitã)      | Pos. | Pontos |
| --------------------- | ---- | ------ |
| Canadá (Homan)        | 1    | 402.01 |
| Suécia (Hasselborg)   | 2    | 362.22 |
| Escócia (Muirhead)    | 8    | 271.11 |
| China (Wang)          | 10   | 224.43 |
| Estados Unidos (Roth) | 16   | 169.97 |
| Suíça (Pätz)          | 19   | 164.41 |
| Coreia do Sul (Kim)   | 25   | 150.60 |
| Rússia (Sidorova)     | 30   | 115.78 |
| Chéquia (Kubešková)   | 49   | 79.143 |
| Alemanha (Jentsch)    | 68   | 53.015 |
| Dinamarca (Nielsen)   | 127  | 16.975 |
| Itália (Gaspari)      | NR   | –      |

## Fase classificatória
Na fase classificatórias, as equipes enfrentam-se, classificando as quatro melhores.
| Legenda | Legenda                        |
| ------- | ------------------------------ |
|         | Classificados para os Playoffs |

| Equipes        | Capitãs         | V  | D  | PF | PA | V (Ends) | L (Ends) | Ends zerados | Ends quebrados | Pct. | DSC   |
| -------------- | --------------- | -- | -- | -- | -- | -------- | -------- | ------------ | -------------- | ---- | ----- |
| Canadá         | Rachel Homan    | 11 | 0  | 88 | 51 | 46       | 34       | 19           | 10             | 85%  | 37.13 |
| Rússia         | Anna Sidorova   | 8  | 3  | 89 | 69 | 50       | 41       | 11           | 16             | 81%  | 65.78 |
| Suécia         | Anna Hasselborg | 8  | 3  | 77 | 55 | 47       | 38       | 15           | 9              | 84%  | 28.94 |
| Escócia        | Eve Muirhead    | 7  | 4  | 72 | 67 | 44       | 42       | 17           | 9              | 82%  | 40.74 |
| Estados Unidos | Nina Roth       | 6  | 5  | 72 | 69 | 51       | 47       | 10           | 15             | 79%  | 41.70 |
| Coreia do Sul  | Kim Eun-Jung    | 5  | 6  | 79 | 74 | 51       | 46       | 7            | 15             | 78%  | 31.94 |
| Chéquia        | Anna Kubešková  | 5  | 6  | 65 | 78 | 42       | 47       | 11           | 10             | 73%  | 51.86 |
| Suíça          | Alina Pätz      | 5  | 6  | 83 | 76 | 44       | 44       | 10           | 10             | 78%  | 42.94 |
| Alemanha       | Daniela Jentsch | 5  | 6  | 62 | 66 | 41       | 39       | 22           | 9              | 75%  | 43.23 |
| Itália         | Diana Gaspari   | 3  | 8  | 55 | 83 | 36       | 49       | 13           | 6              | 71%  | 68.72 |
| China          | Wang Bingyu     | 2  | 9  | 61 | 85 | 45       | 53       | 10           | 7              | 74%  | 48.07 |
| Dinamarca      | Lene Nielsen    | 1  | 10 | 56 | 86 | 34       | 51       | 17           | 2              | 75%  | 49.88 |

## Fase final
|  | playoffs | playoffs | playoffs |   |   | Semifinal | Semifinal | Semifinal |   |        | Final | Final  | Final |
|  |          |          |          |   |   |           |           |           |   |        |       |        |       |
|  | 1        | Canadá   | 7        |   |   |           |           |           |   |        |       |        |       |
|  | 2        | Rússia   | 3        |   |   |           |           |           |   |        | 1     | Canadá | 8     |
|  |          |          |          |   | 2 | Rússia    | 9         |           | 2 | Rússia | 3     |        |       |
|  |          | 3        | Suécia   | 3 |   |           |           |           |   |        |       |        |       |
|  | 3        | Suécia   | 8        |   |   |           |           |           |   |        |       |        |       |
|  | 4        | Escócia  | 5        |   |   |           |           |           |   |        |       |        |       |

|  | Disputa pelo bronze |         |   |
|  |                     |         |   |
|  | 4                   | Escócia | 6 |
|  | 3                   | Suécia  | 4 |

### playoffs

#### Canadá x Rússia
Sexta-feira, 24 de março, 19:00.
| Equipes           | LSFE    | 1 | 2 | 3 | 4 | 5 | 6 | 7 | 8 | 9 | 10 | Final |
| ----------------- | ------- | - | - | - | - | - | - | - | - | - | -- | ----- |
| Canadá (Homan)    | Martelo | 0 | 1 | 0 | 2 | 1 | 0 | 1 | 1 | 1 | X  | 7     |
| Rússia (Sidorova) |         | 0 | 0 | 2 | 0 | 0 | 1 | 0 | 0 | 0 | X  | 3     |

#### Escócia x Suécia
Sábado, 25 de março, 14:00.
| Equipes             | LSFE    | 1 | 2 | 3 | 4 | 5 | 6 | 7 | 8 | 9 | 10 | Final |
| ------------------- | ------- | - | - | - | - | - | - | - | - | - | -- | ----- |
| Escócia (Muirhead)  |         | 0 | 0 | 1 | 0 | 1 | 0 | 2 | 0 | 1 | X  | 5     |
| Suécia (Hasselborg) | Martelo | 1 | 1 | 0 | 1 | 0 | 2 | 0 | 3 | 0 | X  | 8     |

### Semifinal
Sábado, 25 de março, 14:00.
| Equipes             | LSFE    | 1 | 2 | 3 | 4 | 5 | 6 | 7 | 8 | 9 | 10 | Final |
| ------------------- | ------- | - | - | - | - | - | - | - | - | - | -- | ----- |
| Rússia (Sidorova)   | Martelo | 2 | 0 | 0 | 1 | 0 | 0 | 3 | 3 | X | X  | 9     |
| Suécia (Hasselborg) |         | 0 | 0 | 1 | 0 | 2 | 0 | 0 | 0 | X | X  | 3     |

### Disputa pelo bronze
Domingo, 26 de março, 10:00.
| Equipes             | LSFE    | 1 | 2 | 3 | 4 | 5 | 6 | 7 | 8 | 9 | 10 | Final |
| ------------------- | ------- | - | - | - | - | - | - | - | - | - | -- | ----- |
| Escócia (Muirhead)  |         | 0 | 0 | 0 | 1 | 0 | 2 | 0 | 1 | 1 | 1  | 6     |
| Suécia (Hasselborg) | Martelo | 0 | 2 | 0 | 0 | 1 | 0 | 1 | 0 | 0 | 0  | 4     |

### Final
Domingo, 26 de março, 15:00.
| Pista C           | LSFE    | 1 | 2 | 3 | 4 | 5 | 6 | 7 | 8 | 9 | 10 | Final |
| ----------------- | ------- | - | - | - | - | - | - | - | - | - | -- | ----- |
| Rússia (Sidorova) |         | 0 | 0 | 0 | 0 | 1 | 0 | 2 | 0 | X | X  | 3     |
| Canadá (Homan)    | Martelo | 0 | 2 | 1 | 0 | 0 | 3 | 0 | 2 | X | X  | 8     |

### Porcentagens:top 5 player
Após a fase classificatória; mínimo de 5 partidas.
| Líderes          | %  |
| ---------------- | -- |
| Sofia Mabergs    | 87 |
| Lisa Weagle      | 84 |
| Lauren Gray      | 84 |
| Nicole Schwägli  | 84 |
| Rebecca Hamilton | 83 |

| Segundas           | %  |
| ------------------ | -- |
| Joanne Courtney    | 90 |
| Alina Kovaleva     | 85 |
| Agnes Knochenhauer | 83 |
| Vicki Adams        | 81 |
| Kim Seon-yeong     | 80 |

| Terceiras        | %  |
| ---------------- | -- |
| Sara McManus     | 84 |
| Emma Miskew      | 83 |
| Margarita Fomina | 82 |
| Anna Sloan       | 82 |
| Kim Kyeong-ae    | 81 |

| Capitãs         | %  |
| --------------- | -- |
| Rachel Homan    | 85 |
| Anna Hasselborg | 85 |
| Eve Muirhead    | 82 |
| Anna Sidorova   | 81 |
| Nina Roth       | 77 |

### Partidas perfeitas
| Atletas        | Seleção | Posição | Oponente |
| -------------- | ------- | ------- | -------- |
| Kim Seon-yeong | KOR     | Segunda | SCO      |
| Alina Kovaleva | RUS     | Segunda | ITA      |